# André Carneiro
André Granja Carneiro (Atibaia, 9 de maio de 1922 — Curitiba, 4 de novembro de 2014) foi um poeta, escritor, cineasta e artista plástico brasileiro.

## Biografia
Fez seus estudos iniciais em Atibaia e na cidade de São Paulo, onde foi interno no Colégio Marista. Voltando à cidade natal organiza reuniões artísticas e culturais e cria, com César Mêmolo, a primeira Biblioteca Pública de Atibaia, repassada posteriormente à Prefeitura Municipal. Funda também o Clube de Cinema e promove, em consórcio com Ruth Diem e Dulce Carneiro, sua irmã, exposições e encontros culturais, levando à Atibaia artistas como Aldemir Martins, Anita Malfatti, Oswald de Andrade e Di Cavalcanti. Ainda com César Mêmolo Jr. e em companhia de Dulce Carneiro, cria o jornal literário Tentativa (1949), que contribui para sua projeção como escritor. Nesse período, atua em O Atibaiense, escreve o primeiro livro – Ângulo e face (1949) – e trava contato com Sérgio Milliet, Cassiano Ricardo, Murilo Mendes, Graciliano Ramos, Carlos Drummond de Andrade e Stephen Spender.
Nos anos seguintes, faz literatura, fotografia e cinema, tendo sido premiado nas três áreas, no Brasil, França, Holanda, Itália e Inglaterra. Na literatura, ramo ao qual mais se dedicou, tem obras publicadas na Espanha, Argentina, França, Suíça, Alemanha, Bélgica, Inglaterra, Itália, Bulgária, Suécia, Rússia, Japão, Portugal e Estados Unidos, tendo recebido, entre outras, as seguintes honrarias: Prêmio Machado de Assis, Prêmio Alphonsus de Guimaraens, Pen Club internacional e Prêmio Nestlé. Membro de sociedades artísticas e científicas integra a Parapsychological Association, a Science Fiction and Fantasy Writers of America, e a Academie Ansaldi, de Paris. A partir de 1970, ministra cursos e palestras em universidades e centros culturais no Brasil, Argentina, Cuba, México, Estados Unidos e França.
Dono de uma obra densa e variada publicou, entre outros, Piscina Livre e Amorquia (romance), Ângulo e face, Espaçopleno, e Pássaros florescem (poesia), Diário da nave perdida e O homem que adivinhava (contos) e Introdução ao estudo da Science-fiction, Manual de hipnose e O mundo misterioso do hipnotismo, no gênero ensaio. Sua obra tem sido objeto de estudos importantes, entre os quais, destacam-se as teses O estilo de André Carneiro, de Osvaldo Duarte (Unesp) e Unique motifs in Brazilian Science Fiction, de David Lincon Dumbar, da Universidade do Arizona.
Ainda como escritor, é membro da Science Fiction & Fantasy Writers of America (EUA) e do Clube de Leitores de Ficção Científica (Brasil). Foram escritas diversas teses acadêmicas de mestrado e doutorado sobre sua obra poética e sua prosa. André Carneiro escreveu também ensaios sobre Literatura e Hipnose Clínica. Teve seu conto "A Escuridão" (1963), publicado nos EUA em antologia ao lado de ganhadores do Nobel de Literatura e participou da antologia brasileira Páginas de Sombra: Contos Fantásticos Brasileiros, editada por Bráulio Tavares para a Editora Casa da Palavra (Rio de Janeiro) em 2006, que incluiu histórias de Machado de Assis, Drummond, Aluízio Azevedo, etc. A Imprensa Oficial do Estado de São Paulo publicou, também em 2006, uma coleção facsimilada do seu jornal literário Tentativa, com título desenhado por Aldemir Martins e apresentação de Oswald de Andrade.
Como contista e romancista foi publicado na Alemanha, Argentina, Bélgica, Brasil, Bulgária, Espanha, França, Inglaterra, Itália, Japão, Estados Unidos e Suécia. Foi destaque da ficção científica internacional, ao ser publicado pela editora norte-americana Putnam na antologia The Definitive Year's Best Selection, de 1973, que editou os melhores contos de ficção científica do mundo, onde André Carneiro é apresentado como um dos grandes autores do gênero. Seus contos também foram publicados numa antologia universitária americana ao lado de nomes como Alexander Soljenítsin, Rafael Alberti, Gabriela Mistral, Anton Tchekhov, Bertolt Brecht, Rabindranath Tagore, D. H. Lawrence, Jacques Prévert, Antonio Cisneros, Aldous Huxley, entre outros.
Sobre os contos de sua última coletânea, Confissões do Inexplicável (2007), Antonio Luiz M. C. Costa, articulista da revista semanal CartaCapital, escreveu: “Como Aldous Huxley, Carneiro... desconfia dos limites que a busca do lucro e da produtividade põem à vida e à criatividade. Mas não mostra pendores ascéticos, receio do novo ou nostalgia pelo passado do Brasil ou do mundo. Seus personagens aderem ao insólito com entusiasmo e apontam para a possibilidade de superar a razão capitalista e tecnocrática, tanto em humanismo quanto em saber científico.”
Seu segundo romance,Amorquia (1991), trata de uma sociedade futurista em que toda a vida social é totalmente baseada no sexo. Um detalhe intrigante é que a narrativa não possui capítulos, é escrita como flashs de um video clipe.
André Carneiro foi escolhido "Personalidade do Ano de 2007" pelos editores do Anuário Brasileiro de Literatura Fantástica.

## Obra
- Ângulo & Face. São Paulo: Edart, 1949. Poesia.
- Diário da Nave Perdida. São Paulo: Edart, 1963. Contos.
- Espaçopleno. São Paulo: Clube de Poesia, 1963. Poesia.
- O Homem que Adivinhava. São Paulo: Edart, 1966. Contos.
- O Mundo Misterioso do Hipnotismo. São Paulo: Edart, 1963. Não-ficção.
- Introdução ao Estudo da 'Science Fiction' . São Paulo: Conselho Estadual de Cultura, 1967. Não-ficção.
- Manual de Hipnose. São Paulo: Editora Resenha Universitária, 1978. Não-ficção.
- Piscina Livre. São Paulo: Editora Moderna, 1980. Romance.
- Pássaros Florescem. São Paulo: Editora Scipione, 1988. Poesia.
- Amorquia. São Paulo: Editora Aleph, 1991. Romance.
- A Máquina de Hyerônimus e Outras Histórias. São Carlos, SP: Universidade Federal de São Carlos, 1997. Contos.
- Birds Flower. Las Arenas Press: Tucson. 1998. Tradução de Leo L. Barrow.
- Confissões do Inexplicável. São Paulo: Editora Devir, 2007. Contos. Arte de capa de Henrique Alvim Corrêa. Introdução de Dorva Rezende.
- Quânticos da Incerteza. Atibaia: Redijo, 2007. Poesia. (Organização, prefácio, bioblibliografia e notas de Osvaldo Duarte).
- André Carneiro: Fotografias Achadas, Perdidas e Construídas. São Paulo: Pantemporâneo, 2009.
- Introdução ao Estudo da 'Science Fiction'  (reedição). Brasópolis: Edgard Guimarães, 1997. Não-ficção.

## Fortuna Crítica
- AGOSTI, Hector P. - Ângulo e face. Carin. Buenos Aires, Argentina. dez. 1979.
- ALAM, Camila. Abstrato por Necessidade (Entrevista com André Carneiro). In. Carta capital. Nº 552, São Paulo, 1 a 8 jul, 2009.
- ALAM, Camila. Um Olhar de Viajante. In. Carta capital. Nº 552, São Paulo, jul, 2009.
- ALEXANDRE, Silvio e FONSECA, Luiz Marcos. André Carneiro: autor mais preocupado com o humano do que com o tecnológoico. D.O. *Leitura, São Paulo, 12(138) nov.1993, p. 5.
- ANDRADE, Oswald. A escola de atibaia. In. Telefonema. 2. ed. São Paulo: Global, 2007, p. 471-2.
- André Carneiro. Entrevista. Quark, São Paulo 01 (1), 2001, p. 34-8
- André Carneiro: Carteira de identidade. Jornal de Notícias. São Paulo, 23 de out. 1949.
- André Carneiro. Cinema & Notícia. Atibaia, 17 set. 1967.
- Ângulo e Face. Bando. Natal. 1949
- Ângulo e face. Correio da Artes. A União. João Pessoa, 5 de nov. 1949, Supl.
- Ângulo e face. Espera. Rio de Janeiro, jan./fev., 1950.
- Ângulo e face. Diário de Pernambuco. Recife, 4 de dez. 1949, supl.
- Ângulo e face. Variedades Literárias. Diário de Minas. Belo Horizonte, 9 de out., 1949.
- Anuário Brasileiro de Literatura Fantástica 2006. Org. e Ed. Cesar Silva e Marcello Simão Branco. São Bernardo do Campo-SP: *Edições Hiperespaço, julho de 2007, p. 55, 79, 108.
- Anuário Brasileiro de Literatura Fantástica2005: Ficção Científica, Fantasia e Horror no Brasil. Org. e ed. Cesar Silva & Marcello *Simão Branco. São Bernardo do Campo: Sociedade Brasileira de Arte Fantástica/Edições Hiperespaço, 2006, 194 p.
- ARAUJO PENIDO, Samuel de - O poeta absorto. Diário de São Paulo. São Paulo, 21 de jan. 1950.
- BARROSO, Antonio Girão - Pernanbuco. (snt) O artigo comenta Ângulo e face e destaca sua "estrutura complexa".
- BENEVIDES, Arthur Eduardo. Poetas Novos  e Novíssimos. Fortaleza. (sd)
- BUENO, Silveira - Poetas de Atibaia. Folha da Manhã. São Paulo, 27 de nov. 1949.
- BULLETIN PÉRIODIQUE DE POÉSIE ET DE LITERATURE. Paris, oct./nov. 1950.
- BURNETT. Lago -  Ângulo e face. Cartaz. 1 de fev. 1951.
- CASTELO BRANCO, Wilson. Crítica literária. Diário de Minas. Belo Horizonte, 11 de jun. 1950.
- CAUSO, Roberto de Sousa Ficção científica no Brasil. Ficção científica no Brasil. D.O. Leitura, São Paulo, 12(134) jul.1993, pp. 13-q4.
- ______. Estudos de ficção científica no Brasil. D.O. Leitura, São Paulo,12(138) nov.1993, p. 2.
- ______.  Roberto de Sousa. A aventura da ficção científica no brasil. In. Ciência hoje. Vol. 24, n. 143, out. 1998, pp. 78–79.
- ______. Dissiê - Ficção científica brasileira. In. CULT - Revista brasileira de literatura. n. 6, jan., 1998, pp. 45–60.
- COELHO, Saldanha - Um poeta a - toa. Correio das Artes. A União. João Pessoa, 25 de dez. 1949. supl. Lit.
- CORREA JUNIR - Ângulo e face. A Gazeta. São Paulo, 30 de out. 1950.
- Close-up. A Manhã. Rio de Janeiro, 18 de dez. 1949, supl.
- Close-up. Diário de Notícias. São Salvador, 1 de jan. 1949, Supl.
- Clube de Poesia de São Paulo: Cadernos de Poesia . Noticias de São Paulo, São Paulo, (9), 1949.
- COSTA, Antonio Luiz M.C. Confissões – Resenha.  Carta Capital. N. 484. fev. 2008, p. 55.
- CRISTINA - Auspiciosa poesia de um novíssimo. Momento Feminino. Diário de São Paulo. São Paulo, 21 de jun. 1950.
- Críticas a ângulo e face. 8 de nov., 1950 (snt). O texto reune várias notas de diversos críticos a respeito do livro Ângulo e face.
- CUNHA, Fausto - Ângulo sobre a face. A Manhã. Rio de Janeiro, 1 de out. 1949.
- ______. Coluna Literária - Diário de São Paulo. 21 jun., 1950.
- CUNHA MIRANDA, Adalmir da - Ângulo e face. No mundo da prosa e da poesia. Diário de Notícias. Salvador, 4 de dez. 1949
- CUNHA PEREIRA, Manuel da - O trágico e o lírico na moderna poesia brasileira. Jornal de Notícias. São Paulo, 26 de fev. 1990.
- ______. O cavaleiro da triste Figura. Letras A artes. A Manhã. Rio de Janeiro. 23, mar. 1950.
- DEL PICCHIA, Menotti - Primavera. A Gazeta. São Paulo, 19 de dez. 1949.
- Dois poetas novos. Letras da Província. Limeira / Jau, set. 1949.
- DUARTE, Osvaldo. O estilo de André Carneiro: sua expressão, temas recorrentes e aproximações com a Geração de 45. Assis: Unesp, 1996. (Monografia de Mestrado)
- ______. Quânticos da incerteza: imaginário e realidade na poesia de André Carneiro. In.  CARNEIRO, André. Quânticos da incerteza. (Org. Osvaldo Duarte). Atibaia: Redijo, 2007.
- ______. Prefácio. In. STAMATIU. Araceles (Org.). A geração de 45 através do jornal “Tentativa”.  Edição Fac-símile de Tentativa 1949-1951. São Paulo: Arquivo Público do Estado de São Paulo, 2006.
- ______.No fim da página eu sou o eco: Breve estudo da poesia de André Carneiro. In. Instrumetno crítico: Revista de Estudos da Linguagem. Vilhena: Unir, 2010, p. 53-82.
- DUMBAR, David Lincon - Unique motives in Brasilian Science Fiction. (Tese de Doutoramento) Tucson, USA: Universiy of Arizona, 1976.
- FERREIRA, Hélio Pinto - Um poeta de Atibaia. Apontamentos de leitura. A voz do vale do Paraiba. Taubaté, 2 de nov. 1951.
- FIGUEIRA, Gastón - André Carneiro: Ângulo e face.  Libros de América. Montivideo, Uruguai (sd).
- FISCHER, Almeida - Letras e Artes. A Manhã. Rio de Janeiro, 6 de nov. 1949
- FREITAS, Geraldo de - No mundo dos livros. O cruzeiro. Rio de Janeiro, 8 de out. 1949.
- GARIBALDI, A - Apontamentos. O eco entre moz. Braga, Portugal, jul. 1951.
- GIROUDO, Ramiro. A Ditadura do prazer: Ficção Científica e literatura utópica em Amorquia, de André Carneiro. Campo Grande: UFMS, 2008. (dissertação de Mestraso).
- ______. A Escuridão e Ensaio sobre a cegueira – uma abordagem comparativa. In. Papéis – Revista do Programa de Pós-Graduação em Estudos de Linguagem. Campo grande: Editora UFMS, 2008, p. 101.
- ______. A outra utopia. In. NOLASCO Edgar Cézar e LONDERO, Rodolfo R. Volta ao mundo da ficção científica. Campo grande: Editora UFMS, p. 135-49
- ______. As Utopias de André Carneiro: prazer, desprazer e subversão. In. Anuário Brasileiro De Literatura Fantástica – 2008. Org. e ed. Cesar Silva & Marcello Simão Branco. São Paulo: Tarja, 2008.
- GUEDES, Luiz Roberto Meu mestre de história sobrenatural. São Paulo: Nankim, 2008.
- GULLAR, Ferreira - ângulo e Face. Jornal da Sociedade. Jornal do Povo. São Luiz, 9 de dez. 1950.
- HELEN - A descoberta do talento. Folha da Manhã. São Paulo, 23 de dez. 1949.
- Homenagen à André Carneiro. O Atibaiense. Atibaia, 25 de dez. 1949.
- HERMENEGILDO FILHO, A.J.- clube de poesia.Correio Popular. Campinas, 4 de dez. 1949.
- IGOROGOTA, Judas - Ângulo e face. A Gazeta. São Paulo, 11 de nov. 1950.
- IVO, Lêdo - A Geração de 45. Letras e Artes. A Manhã. Rio de Janeiro, 18 de set. 1949.
- JEAN-Qui-Lit - Bulletin mensuel de poésie et literature. Paris, mars./avril, 1950.
- JOLY, Avrasil Brandão - Uma estréia feliz. Jornal de Notícias. SÃo Paulo, 18 de set. 1949.
- KOPKE, Carlos Bulamaqui - Edições do Club de Poesia. Arte, Literatura e Crítica. Diário de São Paulo. 17 de ago. 1949.
- Livros. Revista Fronteira. Porto Alegre, s.d.
- LYS, Edmundo - Ângulo e face. Semana Literária. Revista da Semana: (23):34, 9 de jun. 1951.
- MACEDO, Sérgio D.T. - O doce mundo das artes. Tribuna de Petrópolis. Petrópolis, set. 1949.
- MARTINS, Luís - Poetas. O Estado de S. Paulo. São Paulo, 24 de nov. 1949.
- ______. Novos e novíssimos. O Estado de S. Paulo. São Paulo, 6 de out. 1949.
- MILLIET, Sérgio Presença dos novissimos.Artes e Letras. O Estado de S. Paulo. São Paulo, 20 de jul. 1949 (Supl.).
- ______.Os novos contos de Ligia Fagundes Teles e um poeta de Atibaia. Letras e Artes. A Manhã. Rio de Janeiro, 4 de set. 1949.
- MIRANDA, Tavares de - Tendência da Nova Poesia Brasileira.Autores e Livros. Jornal de São Paulo. São Paulo, 9 de abr. 1950 (Supl.).
- MIRANDA, Ademir da Cunha - Ângulo e face. Revista de Cultura. Caderno da Bahia. Salvador, abr. 1950.
- NICOLUSSI,  Haydeé - Lirismo científico. O Jornal. Rio de Janeiro, 19 de marc. 1950.
- Os melhores livros de 1949. Jornal de São Paulo. São Paulo, 29 de jan. 1950. Supl. Lit.
- Os melhores livros de 1949. Letras e artes. A Manhã. Rio de Janeiro, 5 de fev. 1950.
- OTERO, Léo Godoy. Introdução a uma história da ficção científica. São Paulo: Lua Nova, 1987, et pas.
- ______. Autores brasileiros de ficção científica. D.O. Leitura, São Paulo, 12(138) nov.1993, p. 12-5.
- PALADINO, Antonio - Ângulo e face de André Carneiro. Crônica de Poesia. Sul. Florianópolis. Dez. 1949.
- Panorama. Tribuna das Letra. Belo Horizonte, 3 de dez. 1950
- PIMENTEL, Cyro - O clube de poesia, a geração de 45 e outras tendências. Revista de poesia e crítica. Brasília, 10:61-68, 1984, p. 63 e 65.
- ______. Revista Branca (snt)
- Poetas de São Paulo 1935 - 50. Jornal de São Paulo. 15 de jan. 1950, supl.
- Poetry Club of São Paulo.  São Paulo's News. 10 de jan. 1959.
- Publicações. Estado de Minas. Belo Horizonte, abr. 1950.
- RAMOS, Jorge - Autores e livros do Brasil. Portugal (snt)
- REGO, José Lins do - O poeta André Carneiro. Coisas e Letras. Diário de São Paulo. São Paulo, 27 de ago. 1949.
- REVISTA Brasileira de Poesia. 4: 68, set., 1949, p. 62.
- REVISTA Brasileira de Poesia. 5: 62, set., 1949, p. 62.
- REZENDE, Dorva. A arte de conversar com as formigas. (Introdução) In. CARNEIRO. André. Confissões do Inexplicável. São Paulo: Devir, 2007.
- ROCHA FILHO - Os novos e a poesia. Os novos. Jornal de Letras. Rio de Janeiro, mar. 1950.
- ROCHA, Valdir. Títeres de Ninguém. Ed. Letras Contemporâneas. Santa Catarina. 2005.
- SAMPAIO, Maria Lúcia Pinheiro. História da poesia modernista. São Paulo: Scortecci, 1991.
- SANDOVAL, Euclides Barbosa.  Cinema com pipoca.  Atibaia: Instituto de Arte e Cultura Garatuja, 2009
- SANTANA, Arnaldo de - Ângulo e face. Jornal de Notícias. São Paulo, 7 de ago. 1949.
- SANTOS, Francisco Rodrigues dos - MInha 11ª carta a este jornal. (Falando ao André). Gazeta de Atibaia. Atibaia, 25 de set. 1949.
- SANTOS, Jair Ferreira dos. O que é o pós-moderno. 13ª ed. São Paulo: Brasiliense, 1994.
- SILVA, Domingos Carvalho da.  Tendências da nova poesia Brasileira. (depoimento) Autores e Livros. Jornal de São Paulo. São Paulo, 4 de dez.1949.
- ______. Tendências da nova poesia Brasileira. Depoimento a José Escobar Faria.  Autores e Livros. Jornal de São Paulo. São Paulo, 4 de dez.1949.
- ______. Panorama. Diário de São Paulo. São Paulo, 5 de mar. 1950.
- ______.  Os epitáfios. Notícias Literárias. Diário de São Paulo. São Paulo, 25 de out. 1959.
- ______. Jornal de Notícias. São Paulo, 17 set., 1950.
- ______. Eros & Orfeu. São Paulo: Conselho Estadual de Cultura, 1966, p. 145.
- ______. Geração de 45: Depoimento e testemunho. Revista de poesia e crítica. Brasília, 14: 29-49, set. 1989, p. 41, 43.
- ______. O arúspice. In: A.C. Espeaçopleno. (Prefácio)São Paulo: Clube de Poesia, 1966.
- ______. O primado dos objetos. Revista de poesia e crítica. Brasília, (14): 29-49, set. 1989, p. 62-3.
- SILVA, Germano César da.  Pequeno Itinerário da FC brasileira. In.  FERREIRA, Ermelinda Maria (Org.) Intersecções – Ciência e Tecnologia, literatura e arte. Recife: UFPE, 2009.
- SILVA, Wilson H. da. Ficção científica. Das telas do cinema para as livrarias. In. Revista Livro Aberto.. Ano 2 - nº 13. Set, 1999. p. 10-14.
- SILVEIRA, Alcântara - Presente e futuro. São Paulo nas letras e nas artes. A manhã. Rio de Janeiro, 9 de out. 1949.
- ______.  São Paulo nas letras e nas artes. Cantinho para os novíssimos.Letras e artes. A Manhã. Rio de Janeiro, 18 de set. 1949.
- SOMNIUM (Revista do Clube de Leitores de Ficção Científica: (69): 52, jul./Ago. 1991.
- STAMATIU. Araceles (Org.). A geração de 45 através do jornal “Tentativa”.  Edição Fac-símile de Tentativa 1949-1951. São Paulo/Atibaia: Arquivo Público do Estado de São Paulo/Prefeitura da Estância de Atibaia, 2006.
- TELES, Gilberto Mendonça Para o estudo da geração de 45. Revista de poesia e crítica. Brasília, 12:19-46, 1986, p. 34.

URBAN, Paulo. André Carneiro: O mago da palavra. Planeta. São Paulo, (348) Ano 29, Numero 9, set., 2001, p. 30-5.
VIEIRA, José Geraldo. Balanço literário nacional de 1949. Mansarda Acesa. Jornal de Notícias. São Paulo, 8 de jan. 1950.
- ______. Novidades literárias da semana. Leitores, Autores e Livros. Diário de São Paulo. São Paulo, 21 de ago. 1949.
- ______.  Poesia cronológica II. Mansarda Acesa. Jornal de Notícias. São Paulo, 27 de nov. 1949.
- ______. Poesia cronológica IV. Mansarda Acesa. Jornal de Notícias. São Paulo, 11 de dez. 1949.
- VITA, Dante Alidhieri - Um poeta de Atibaia para o Brasil. Jornal de Notícias. São Paulo, 24 de set. 1950.
- A. B. R. - Registro Bibiliografico. Jornal do Povo. Ponte Nova. (M G.), out, nov. 1950, Supl. Lit.
- F.M. - Andre Carneiro - Angulo e Face. Clã: Revista de Cultura Fortaleza.Ceara, (10) Jun. 1950.
- J.S.F - Minhas Leituras. Letras da Província. nov. 1949.
- R.F. - Registro critico. Revista Branca. Rio de Janeiro, (9). out.nov. 1949.

## Em obras de referência
- COUTINHO, Afrânio ,dir.- Enciclopédia de literatura brasileira. Rio de Janeiro:MEC, 1990, p. 392 e 654.
- Enciclopédia Delta-Larousse. v.4 Rio de Janeiro: Delta SA., 1972.
- Enciclopédie de L'utopie, des Voyages Estraordinaires e de la Science Fiction. Lausanne, Suiça: Éditions D'himme, 1972, p. 149.
- FOSTER, David William & REIS, Roberto - A Dictionary of contemporary brasilian Authors. Tempe: Arizona State University, 1981.
- MENESES, Raimundo de - Dicionário literário brasileiro, 19O3 A 1884. Rio de Janeiro: LTC, 1984
- Survey of Science Ficcition Literature. 4 vol. New York: Salem Press, 1980.

## Obras adaptadas para o cinema ou para a TV
- O Mudo (Conto), adaptado para o filme Alguém. Direção: Júlio Xavier Silveira, Embrafilme, 1982.
- O homem que hipnotizava (Conto), adaptado para TV (Rede Globo) com o título de Mergulho no espelho.

## Filmografia
- Estudo de Continuidade e movimento. Curta metragem, 1951.
- Solidão, 1952.